# West of Scotland Championships 2022
Die West of Scotland Championships 2022 im Badminton fanden vom 15. bis zum 16. Oktober 2022 in Glasgow statt.

## Sieger und Platzierte
| Disziplin    | Gold                          | Silber                           | Bronze                          |
| ------------ | ----------------------------- | -------------------------------- | ------------------------------- |
| Herreneinzel | Callum Smith                  | Matthew Waring                   | Mark MacKay                     |
| Herreneinzel | Callum Smith                  | Matthew Waring                   | Danny Robson                    |
| Dameneinzel  | Lauren Middleton              | Sophie Ford                      | Ishbel McCallister              |
| Dameneinzel  | Lauren Middleton              | Sophie Ford                      | Nivedha Srinivasan              |
| Herrendoppel | Jack MacGregor Ciar Pringle   | Robert Dunn Danny Robson         | Craig Lamb Mark MacKay          |
| Herrendoppel | Jack MacGregor Ciar Pringle   | Robert Dunn Danny Robson         | Kenneth Cheung Callum Crangle   |
| Damendoppel  | Jodie Harris Lauren Middleton | Sophie Barrie Nivedha Srinivasan | Emma Donald Jennifer Lafferty   |
| Damendoppel  | Jodie Harris Lauren Middleton | Sophie Barrie Nivedha Srinivasan | Sophie Ford Rachel Wedlock      |
| Mixed        | Ciar Pringle Lauren Middleton | Mark MacKay Shona MacKay         | Kenneth Cheung Jodie Harris     |
| Mixed        | Ciar Pringle Lauren Middleton | Mark MacKay Shona MacKay         | Angus Meldrum Jennifer Lafferty |